# Nesticus bishopi
Nesticus bishopi là một loài nhện trong họ Nesticidae.
Loài này thuộc chi Nesticus. Nesticus bishopi được Willis J. Gertsch miêu tả năm 1984.